# Brooklyn, Michigan
För andra betydelser, se Brooklyn (olika betydelser).
Brooklyn är en ort i den amerikanska delstaten Michigans södra del. Den breder sig ut över 2,64 kvadratkilometer (km2) stor yta och hade en folkmängd på 1 206 personer vid den nationella folkräkningen 2010.
Orten grundades den 16 juni 1832 som Swainsville av reverend Calvin Swain. Den 5 augusti 1836 bytte orten namn till det nuvarande efter en folkomröstning.
Söder om Brooklyn ligger racingbanan Michigan International Speedway som uppfördes 1968 och där flera nationella motorsportserier körs årligen.